# الحضرمي (الرضمة)

تعديل مصدري - تعديل

الحضرمي محلة تابعة لقرية السرفي، التابعة لعزلة عجيب بمديرية الرضمة إحدى مديريات محافظة إب في الجمهورية اليمنية.، بلغ تعداد سكانها 23 حسب تعداد اليمن لعام 2004.